# 동방초등학교 내동분교
동방초등학교 내동분교는 대한민국 경상북도 경주시 산업로 3260에 있었던 공립 초등학교 분교이다,

## 학교 연혁
- 1929년 9월 10일 : 내동공립보통학교 개교(설립인가 7월 27일)
- 1948년 4월 19일 : 구정분교장 설립인가
- 1948년 5월 3일 : 동방분교장 설립인가
- 1949년 10월 5일 : 동방국민학교, 구정국민학교 분리
- 1999년 3월 1일 : 폐교